# Hermann Tietz
Hermann Tietz (ur. 29 kwietnia 1837 w Birnbaum (obecnie Międzychód), zm. 3 maja 1907 w Berlinie) – niemiecki kupiec żydowskiego pochodzenia. Pochowany na berlińskim cmentarzu Weißensee.
Tietz był pierwszym, który wprowadził do Niemiec sklepy wielobranżowe i założył sieć handlową później znaną jako „Hertie”.

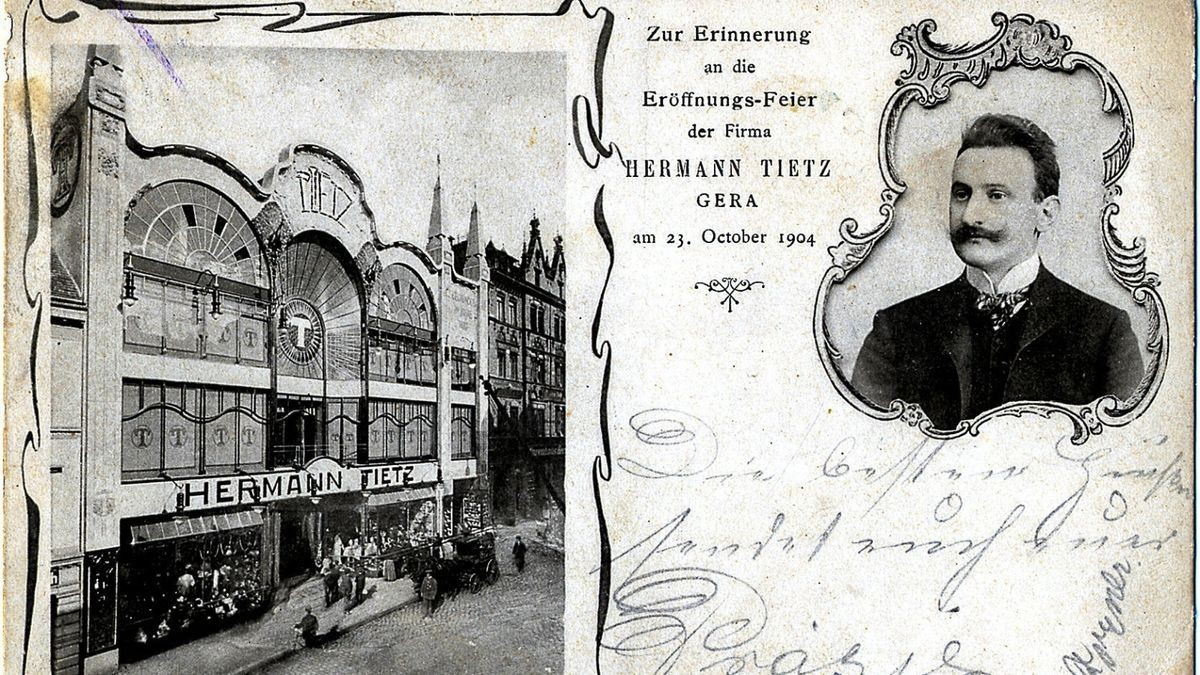
Hermann Tietz obok fotografii jednego z jego domów towarowych

W 1882 roku bratanek Hermanna, Oskar Tietz, otworzył pierwszy sklep wielobranżowy w miejscowości Gera (w Turyngii). Brat Oskara, Leonhard Tietz późnej założył swoją własną sieć „Kaufhof”. Po tym jak w mniejszych miastach, takich jak Bamberg, Erfurt, Rostock, Stralsund i Wismar sklepy odniosły sukces, Tietz założył sklep także w Berlinie. W 1900 roku Herman Tietz otworzył sklep na Leipziger Straße, niedaleko sklepu Wertheim, będący wówczas największym w Europie. W 1904 roku otworzył następny luksusowy sklep na Alexanderplatz w Berlinie, a w 1912 roku Alsterhaus w Hamburgu. Lokale te podobne były do pałaców i robiły na kupujących duże wrażenie. Z dziesięcioma sklepami, sieć Tietza była największa w Berlinie. W 1913 roku Tietz zatrudniał ok. 13 tys. pracowników.
Rodzina Tietzów podzieliła Niemcy na dwie strefy wpływów. Hermann i Oskar skoncentrowali się na południu i na wschodzie, podczas gdy Leonhard na zachodzie i w Belgii.
W III Rzeszy, przedsiębiorstwa Tietzów zostały przekazane „aryjskim” właścicielom, a członkowie tej rodziny wyemigrowali. W 1933 roku Georg Karg, nowy właściciel nadał przedsiębiorstwu nazwę „Hertie”, co było skrótem od „Hermann Tietz”.